# Ich war zuhause, aber
Ich war zuhause, aber (bra: Eu Estava em Casa, Mas) é um filme de drama dirigido por Angela Schanelec. Ele foi selecionado para concorrer ao Urso de Ouro no 69º Festival Internacional de Cinema de Berlim. Em Berlim, Schanelec ganhou o Urso de Prata de Melhor Diretora. O filme também concorreu ao 34º Festival Internacional de Cinema de Mar del Plata, onde Schanelec foi premiada com o Prêmio de Prata de Melhor Diretora. No Brasil, foi lançado pela Zeta Filmes em 10 de junho de 2021.

## Sinopse
O filme segue o conflito existencial entre uma mãe e professores devido a um aluno de 13 anos retornar para casa após estar desaparecido por uma semana.

## Elenco
- Maren Eggert como Astrid
- Clara Möller como Flo
- Jakob Lassalle como Phillip
- Franz Rogowski como Lars
- Alan Williams como Herr Meisner
- Devid Striesow como Gertjan
- Lilith Stangenberg como Claudia

## Recepção
No agregador de críticas Rotten Tomatoes, o filme tem uma taxa de aprovação de 87% com base em 30 opiniões. O consenso crítico do site diz: "I Was at Home, But ... impede a gratificação fácil, mas os espectadores que se acomodam em seus ritmos austeros serão recompensados com uma história rica em significado. " No Metacritic, o filme tem uma pontuação média de 67 em 100, com base em 12 críticos, indicando "avaliações geralmente favoráveis".